# Liolaemus coeruleus
Liolaemus coeruleus — вид ігуаноподібних ящірок родини Liolaemidae. Мешкає в Аргентині і Чилі.

## Поширення і екологія
Liolaemus coeruleus мешкають на заході аргентинської провінції Неукен, в горах Прімерос-Пінос і Лонко-Луан, а також в чилійському регіоні Арауканія, зокрема в районі перевалу Піно-Ачадо, в заповіднику Альто-Біо-Біо та в долині річки Лонкімай. Вони живуть на високогірних луках Анд. Зустрічаються на висоті від 1500 до 2100 м над рівнем моря. Є всеїдними, відкладають яйця.